# نوروی (میشیگان)
نوروی، میشیگان (به انگلیسی: Norway, Michigan) یک شهر در ایالات متحده آمریکا با جمعیت ۲٬۸۴۵ نفر است که در میشیگان واقع شده‌است.

## موقعیت جغرافیایی
موقعیت جغرافیایی شهرها و مناطق اطراف به شرح زیر است:

## نگارخانه

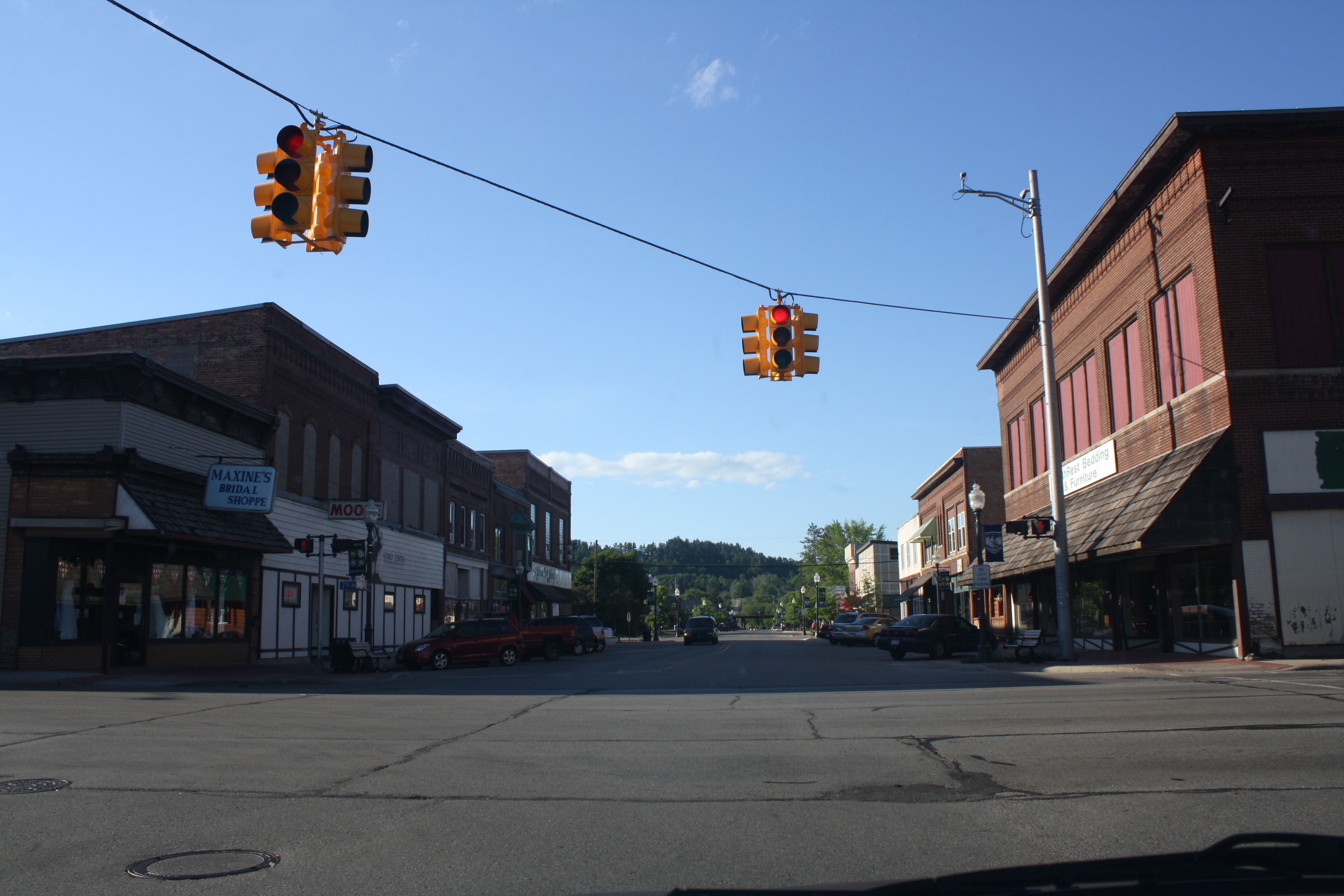
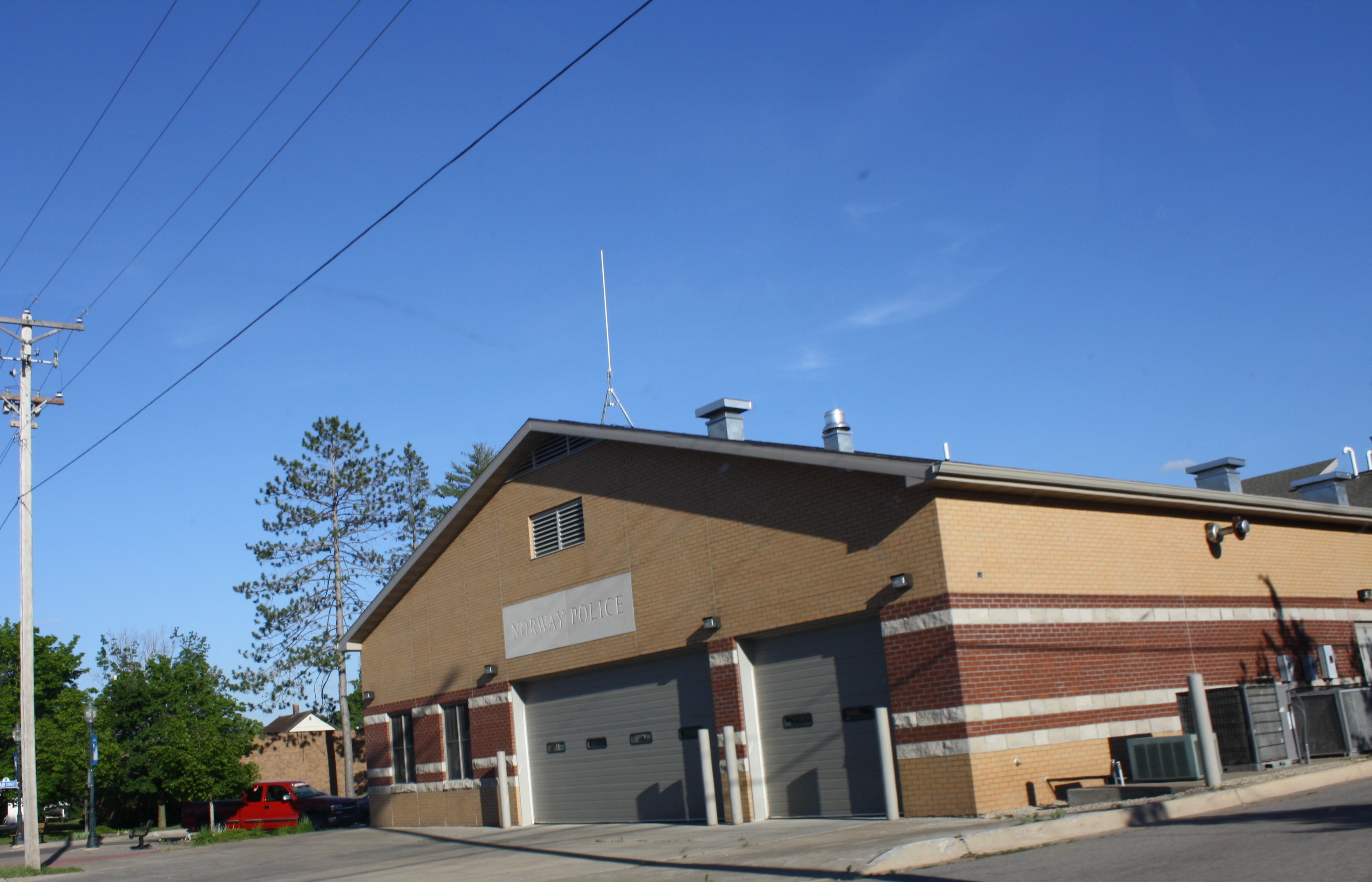
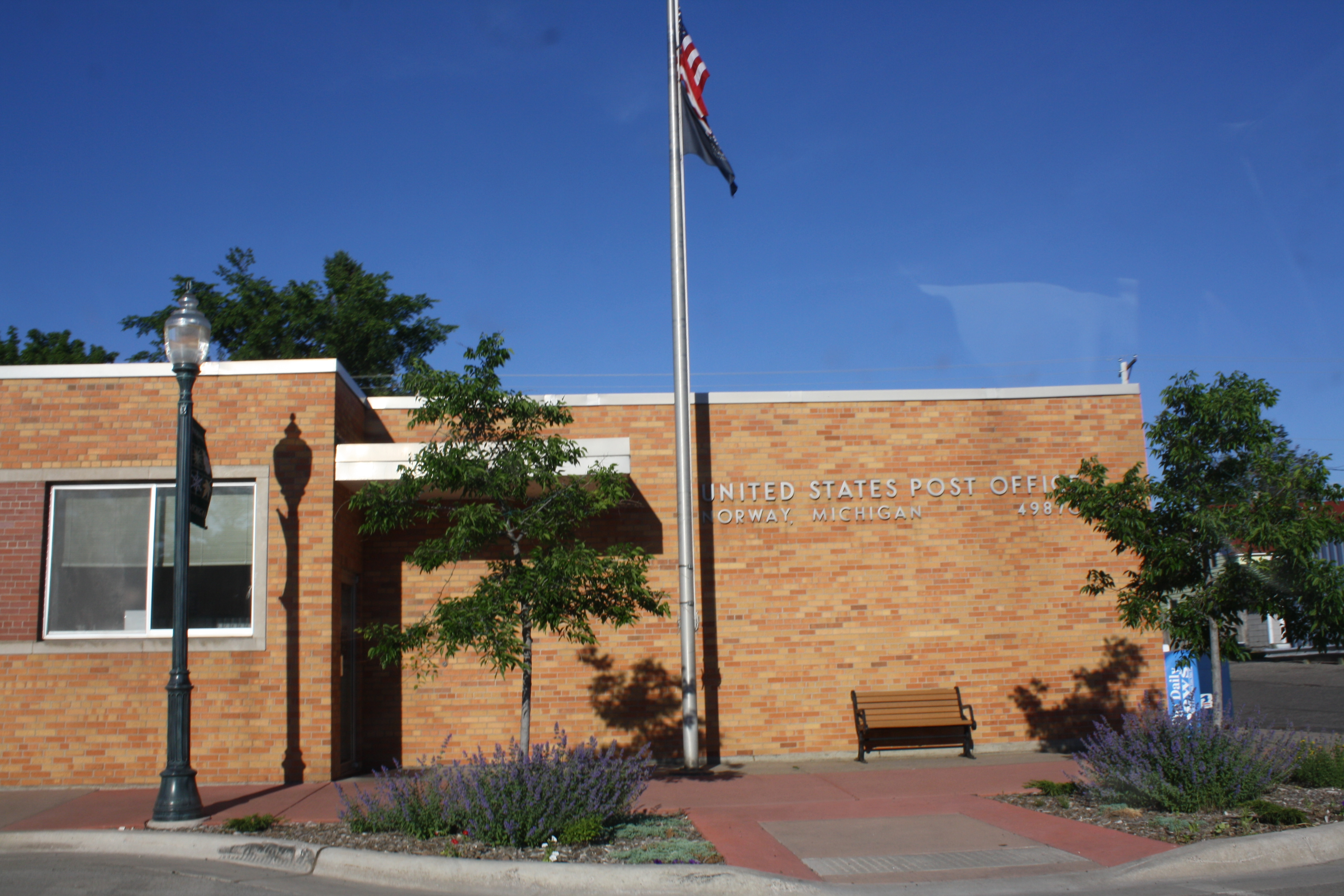
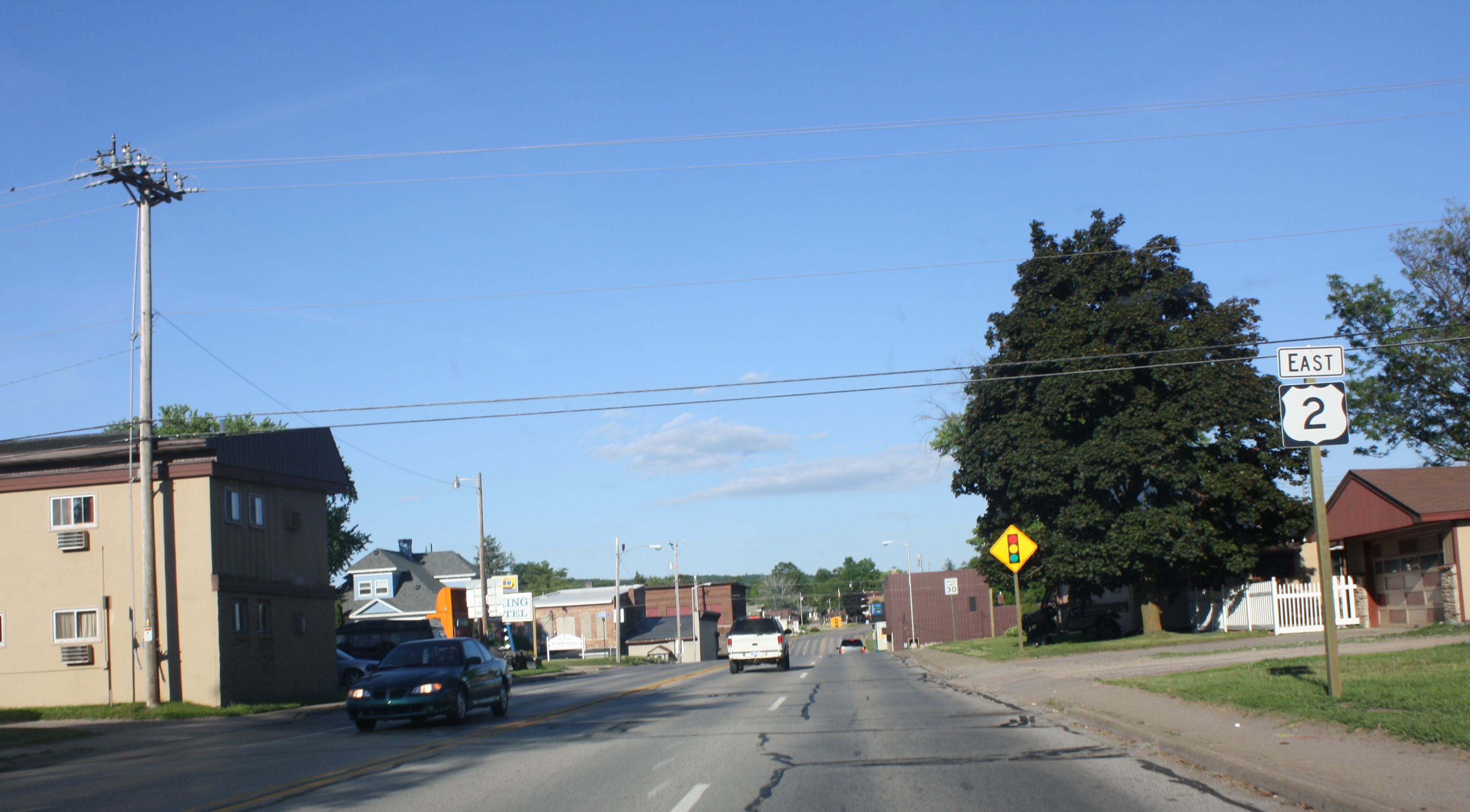
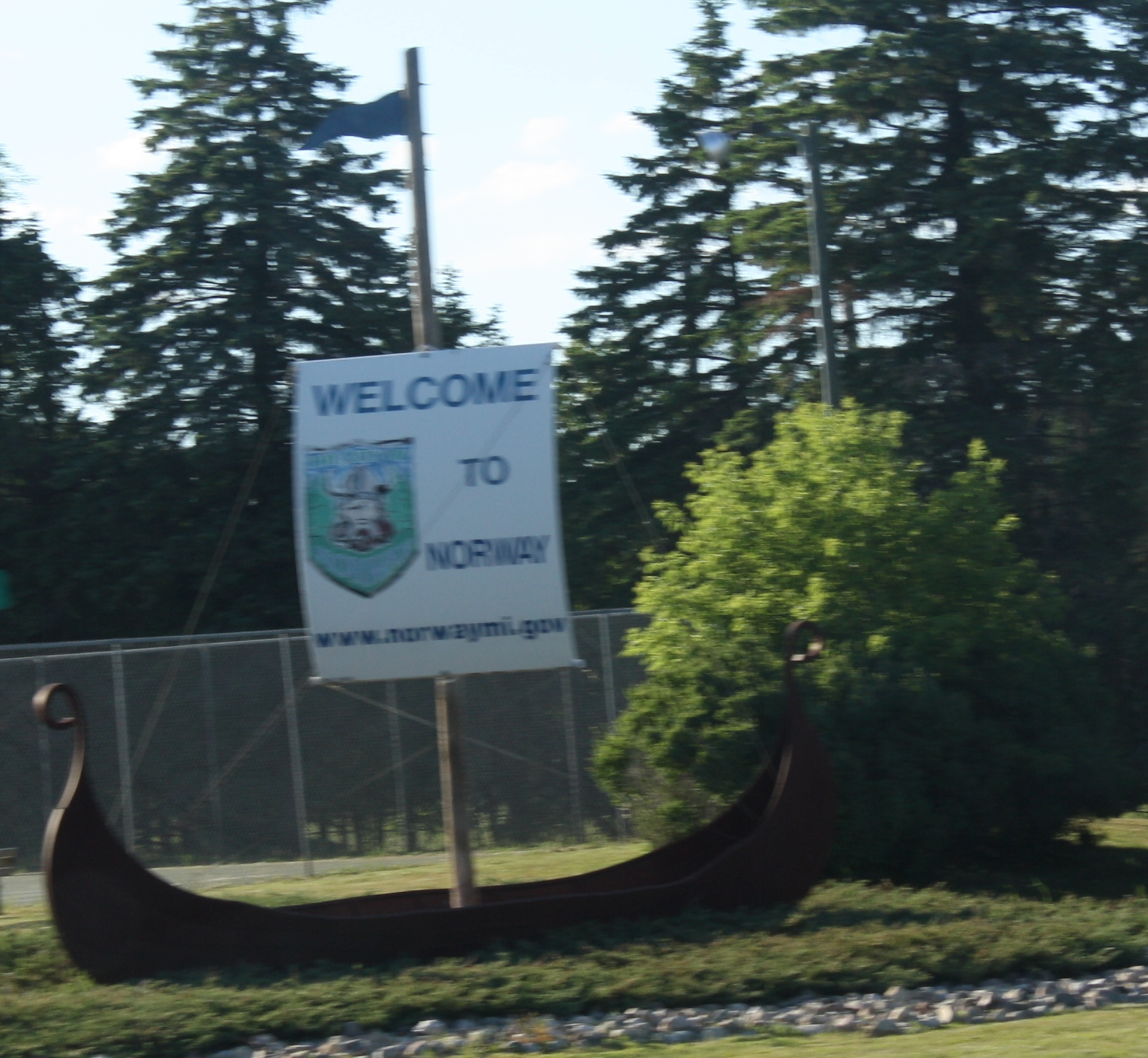
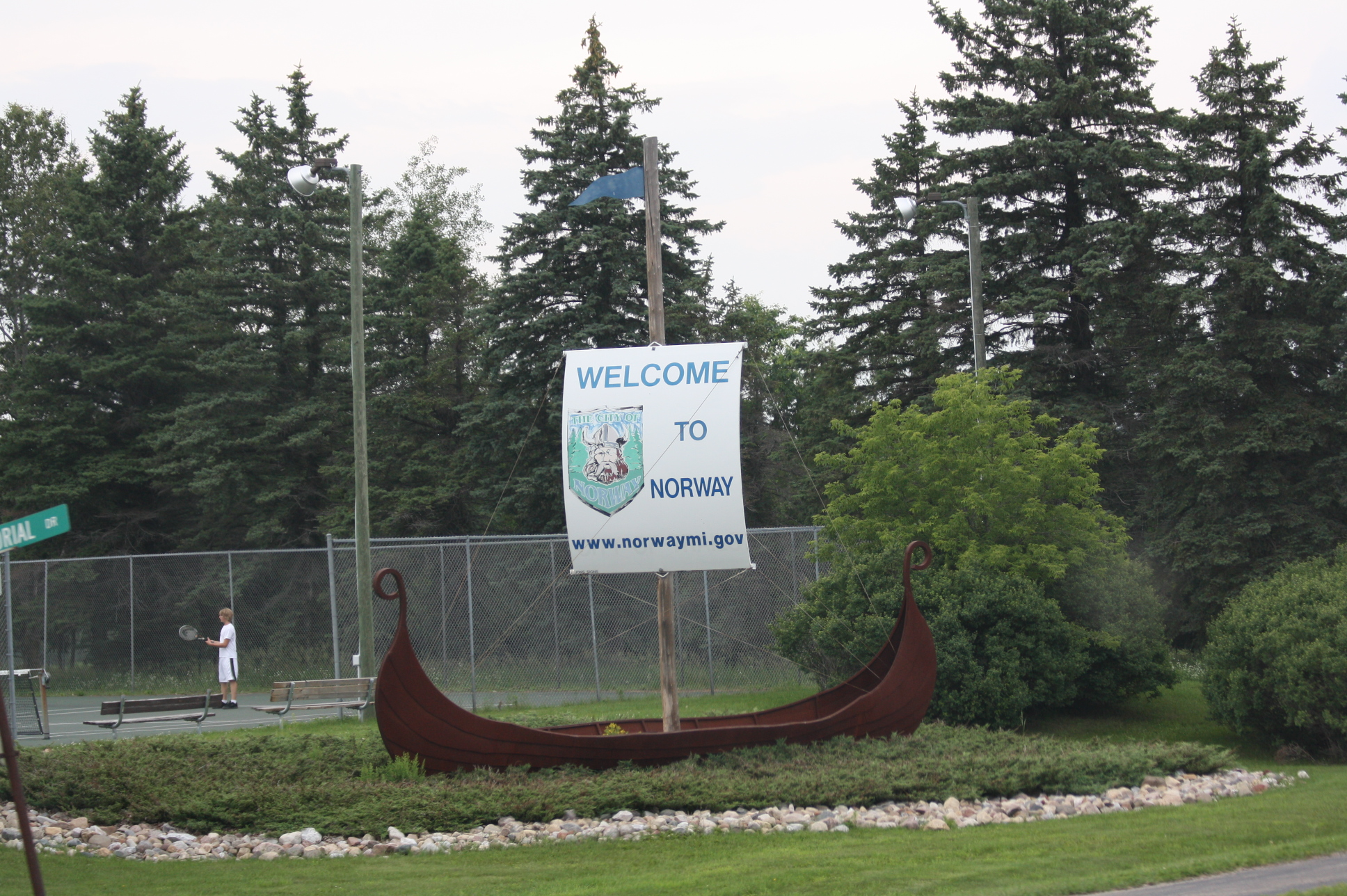
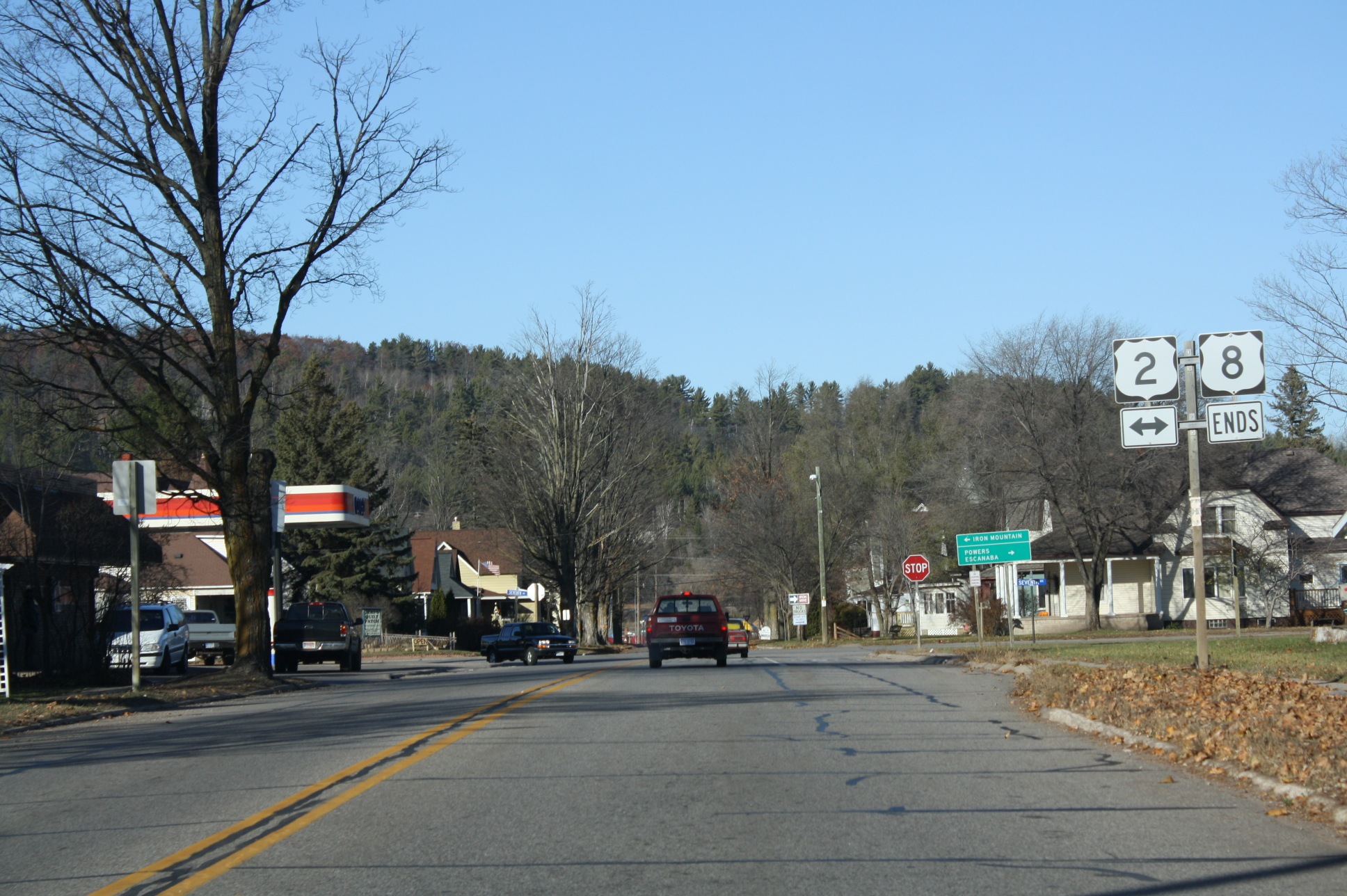